# Liste de dramaturges wallons
Cette liste regroupe les dramaturges wallons par ordre alphabétique :
- Théophile Bovy (1863-1937)
- Pierre-Robert de Cartier de Marchienne (1717-1790)
- Herman Closson (1901-1982)
- Franz Dewandelaer (1909-1952)
- Jacques-Joseph Fabry (1722-1798)
- Simon de Harlez (1716-1781)
- Eugène Heynen (1866-1950)
- José-André Lacour (1919-2005)
- Janine Laruelle (1932-1990)
- Jean Louvet (1934-2015)
- Albert Maquet (1922-2009)
- Franz Michaux (1912-1994)
- Jean-Marie Piemme (1944-)
- Léon Pirsoul (1873-1947)
- Félix Radu (1995-)
- Édouard Remouchamps (1836-1900)
- Isabelle Wéry (1970-)